# Zeitgeist: Addendum
Zeitgeist (niem. duch epoki): Addendum (łac. to co trzeba dodać) – film dokumentalny w reżyserii Petera Josepha, będący drugą częścią serii Zeitgeist. Światowa premiera miała miejsce 2 października 2008 roku na festiwalu Artivist, a dwa dni później został udostępniony bezpłatnie w Internecie.
Film tłumaczy mechanizmy funkcjonowania obecnego systemu monetarnego, m.in. zjawisko "kreacji pieniądza" przez instytucje bankowe, pokazuje również alternatywę dla przestarzałego systemu monetarnego, czyli "Gospodarkę Opartą na Zasobach" (koncepcję stworzoną przez Jacque'a Fresco).